# Tefifon

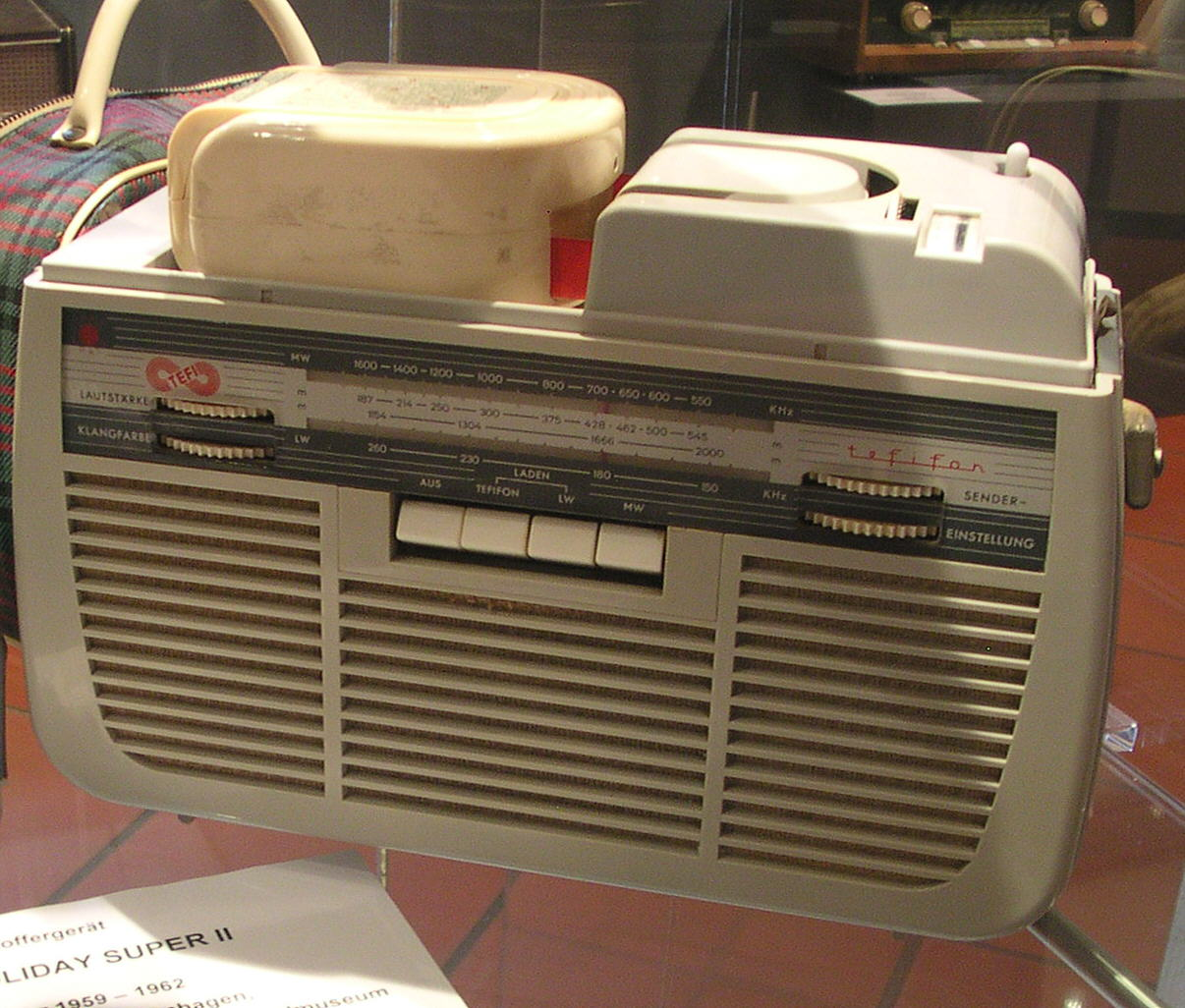
Odtwarzacz z założoną kasetą

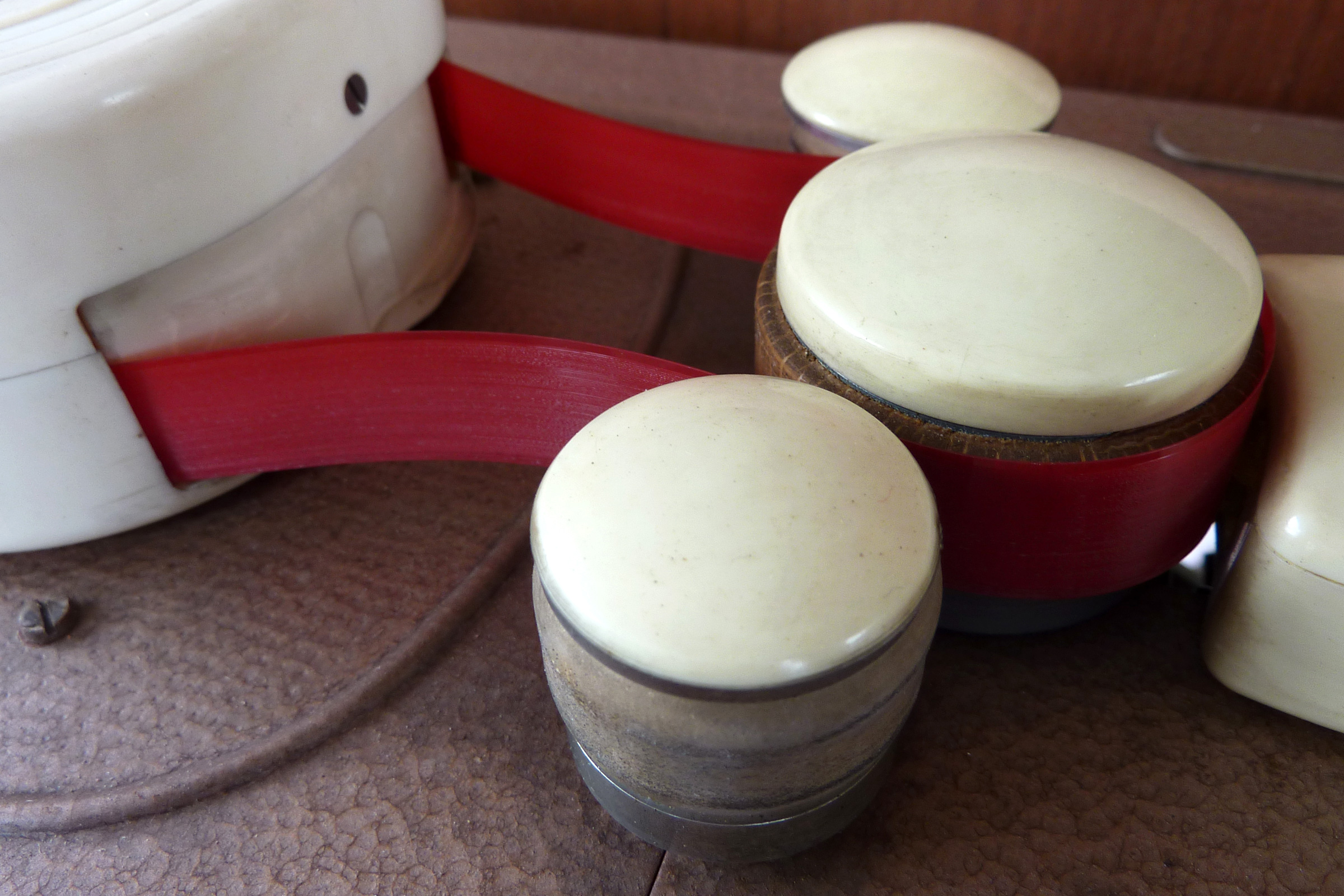
Zbliżenie taśmy na czytniku

Tefifon – analogowy nośnik danych używany do odtwarzania dźwięku opracowany w latach 20. XX wieku przez Karla Daniela działający na zasadzie podobnej do gramofonu, mechaniczne odtwarzając dźwięk dzięki ruchowi igły po ścieżce wyrytej w ciągłej taśmie plastikowej. Format wyszedł z użycia w latach 60. XX wieku.

## Historia
Urządzenie łączyło w sobie cechy kasety magnetofonowej i gramofonu – ścieżka dźwiękowa była wyryta na ciągłej taśmie dźwiękowej zamkniętej w kasecie i odtwarzana przez igłę, której drgania były przetwarzane na impulsy elektryczne i dźwięk. Ciągła, zapętlona taśma mogła mieć do około 30 metrów długości, przesuwała się z prędkością około 19 cm na sekundę, zapis dźwięku odczytywany był przez szafirową igłę. Na taśmie można było zapisać do czterech godzin muzyki (na taśmie znajdowało się kilka ścieżek dźwiękowych położonych obok siebie).
Zasada działania i prototyp został opracowany w latach 20. XX wieku przez niemieckiego inżyniera Karla Daniela. Urządzenie wprowadzono na rynek w latach 50. W 1954 katalog dostępnych nagrań liczył 264 pozycje, głównie z muzyką popularną. Bardzo długi czas odtwarzania dźwięku, do czterech godzin, sprawiał, że Tefifon wydawał się być konkurencyjny w stosunku do ówczesnych płyt gramofonowych, ale z powodu niższej jakości dźwięku (kasety Tefifon pozwalały na odtwarzanie dźwięku z lepszą jakością niż ówczesne płyty na 78 obrotów, ale nie tak dobrą jak winylowe płyty długogrające) i stosunkowo małego katalogu nagrań (Tefi-Apparatebau nie udało się podpisać żadnych kontraktów ze znanymi i popularnymi muzykami), system wyszedł z użycia na początku lat 60.